# Jan Klimek (Wirtschaftswissenschaftler)

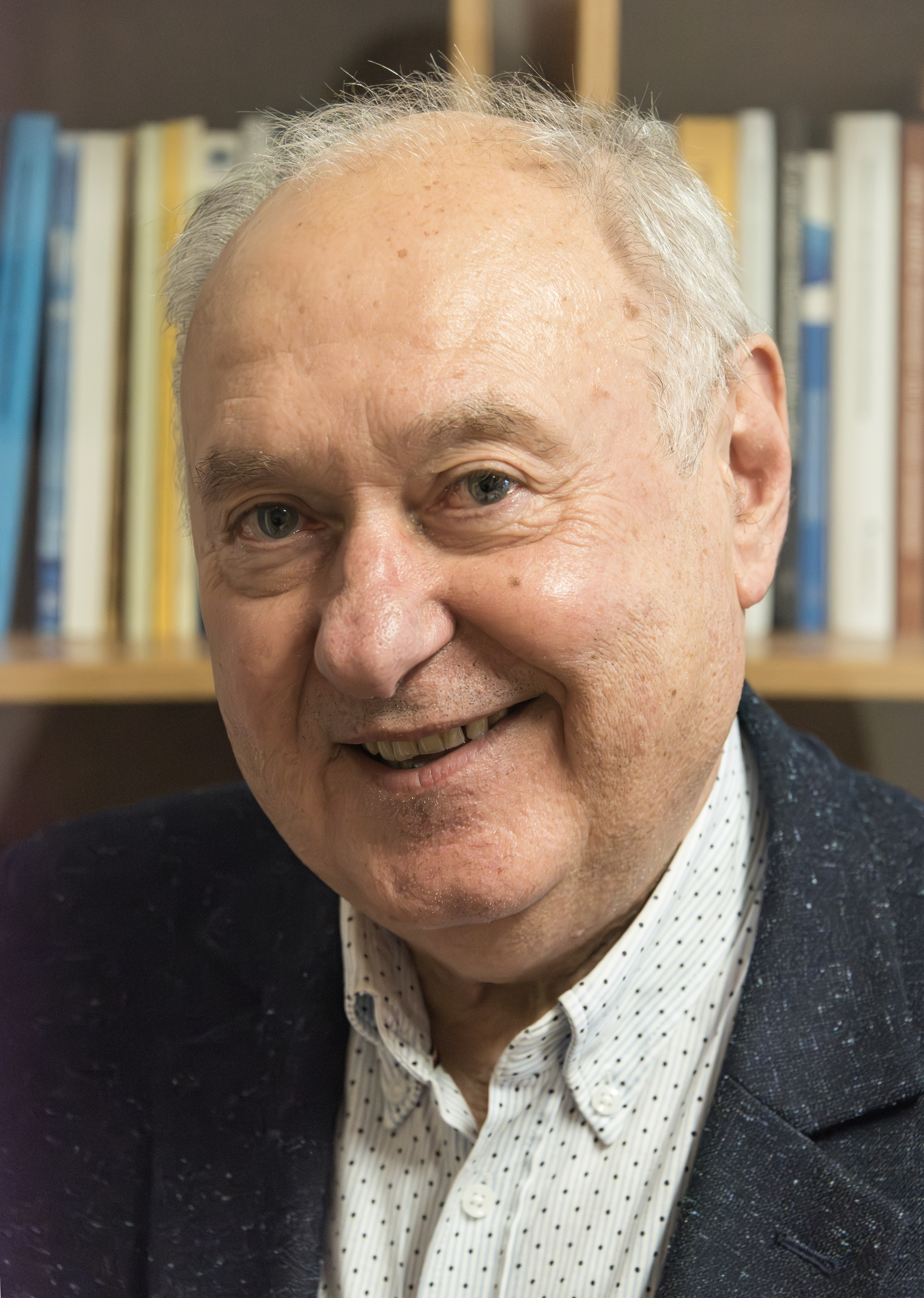
Jan Klimek, 2023

Jan Klimek (* 12. Juni 1952 in Chełm Śląski, Polen) ist ein polnischer Wirtschaftswissenschaftler, Politiker, Hochschullehrer und Fachbuchautor.

## Leben
Nach der Lehre zum Konditor legte er die Meisterprüfung ab und übernahm vor Ort die Konditorei und Feinbäckerei nach den Eltern. Seit 1985 ist er Mitglied der Innung in Mysłowice sowie Vorstandsmitglied der Handwerkskammer in Kattowitz.
Jan Klimek schloss das Studium an der Wirtschaftsuniversität Kattowitz als Magister ab, promovierte zum Doktor (Dr. oec.) an der Wirtschaftsuniversität Breslau und lehrt als Professor an der Szkoła Główna Handlowa w Warszawie. Er verfasste einschlägige Lehr- und Fachbücher über die Hermeneutik des Unternehmens, Wirtschaft, Unternehmertum, Ökonomie, Business und Ethik.
Er ist langjähriges Mitglied der Demokratischen Partei und zwischen 1998 und 2002 ihr Vorsitzender. Von 1997 bis 2007 war Klimek Abgeordneter der III. und IV. Legislaturperiode zum Sejm. Im Jahr 2001 wechselte er von dem Parlamentsklub Unia Wolności zur SDL-Unia Pracy.

## Publikationen (Auswahl)
- mit Mario Raich: Sztuka przedsiębiorczości. (stąd do sukcesu …). Szwajcarski know-how dla rozwoju przedsiębiorczości w Polsce. (Die Kunst des Unternehmertums. (Start zum Erfolg …). Schweizer Know-how für die Entwicklung des Unternehmertums in Polen). R. A. F. Scriba, Racibórz 1996.
- mit Mario  Raich: Sztuka rozwoju osobistego. (Die Kunst der persönlichen Entwicklung). Agencja Wydawnicza „Hejme“, Katowice 1997
- mit Mario Raich: Ekonomiczne wyzwania XXI wieku. (Die wirtschaftlichen Herausforderungen des 21. Jahrhunderts).  Polsko-Szwajcarskie Centrum Przedsiębiorczości, Katowice 2000.
- A co z naszą przedsiębiorczością?. (Und was ist mit unserem Unternehmergeist?). Wydawnictwo Adam Marszałek, Toruń 2005.
- Pracownicy małych i średnich przedsiębiorstw – ich rola i znaczenie. (Mitarbeiter in kleinen und mittleren Unternehmen – Deren Rolle und Bedeutung). Wydawnictwo Adam Marszałek, Toruń 2007.
- Doskonalenie efektywności małych i średnich przedsiębiorstw. (Verbesserung der Effizienz von kleinen und mittleren Unternehmen). Wydawnictwo Adam Marszałek, Toruń 2008.
- Hermeneutyka przedsiębiorczości. (Die Hermeneutik des Unternehmertums). Wydawnictwo Adam Marszałek, Toruń 2009.
- mit Sabina Klimek: Przedsiębiorczość bez tajemnic. (Unternehmertum ohne Geheimnisse).  Wydawnictwo Adam Marszalek, Toruń 2010.
- mit Simon L. Dolan, Mario Raich: Globalna transformacja biznesu i społeczeństwa. (Die globale Transformation von Business  und Gesellschaft). Wydawnictwo Difin, Warszawa 2011.
- Społeczna odpowiedzialność biznesu w Polsce. (Die soziale Verantwortung des polnischen Business’). Wydawnictwo Adam Marszałek, Toruń 2012.
- Etyka biznesu. Teoretyczne założenia, praktyka zastosowań. (Business und Ethik. Theoretische Annahmen und die Praxis). Wydawnictwo Difin, Warszawa 2014.

## Ehrungen (Auswahl)
- Orden Polonia Restituta (Ritterkreuz)
- Szabla Kilińskiego in Gold (2004)
- Medal zu Długoletnią Służbę in Gold
- Laur Umiejętności Komisji Edukacji Narodowej in Gold